# Sol de Oro Tolita
El Sol de Oro de la cultura Tolita, Sol de Oro del Banco Central del Ecuador, Sol de Oro de Konanz, Sol de Quito o simplemente Sol de Oro, es una máscara o decoración de un tocado que representa un sol con una cara. El Banco Central del Ecuador adoptó este sol como su logotipo.
Normalmente, la procedencia de esta pieza se atribuye a la cultura arqueológica Tumaco-La Tolita que habitó en el norte de la Costa ecuatoriana y el sur de la costa colombiana. A pesar de esto, hay dudas acerca de la verdadera procedencia del Sol de Oro. Existe otra pieza muy parecida también conocida como Sol de Oro, el llamado Sol de Guayaquil o Sol de Oro de Estrada, aunque hay dudas sobre la autenticidad de esta segunda pieza.

## Historia
El Sol de Oro de Konanz fue adquirido por el coleccionista Max Konanz en 1940, quien lo compró de Cornelio Vintimilla Muñoz, un comerciante de la ciudad de Cuenca, quien a su vez lo compró del señor Ariolfo Vásquez Moreira. La información dada por el vendedor indica que la máscara habría sido hallada en 1939 o 1940 en una localidad llamada Chunucari, entre Chordeleg y Sígsig, en la provincia de Azuay, Ecuador. Esta zona es conocida por sus muy ricos entierros. Por desgracia, esta información no es fidedigna, ya que el sol fue hallado por huaqueros, quienes en ocasiones mienten sobre la procedencia de los hallazgos arqueológicos debido a la ilegalidad de sus actividades, o para mantener secreta la ubicación de sitios que contienen artefactos de valor. A pesar de esto, Konanz aceptó el origen indicado por el vendedor.
La pieza estaba doblada como una pelota cuando la adquirió Konanz. Seguramente fue doblada de esta manera por los huaqueros que la encontraron para facilitar su transporte. El coleccionista, junto con su esposa Dolores Vintimilla, desdoblaron la pieza, pero varios rayos se rompieron en el acto.

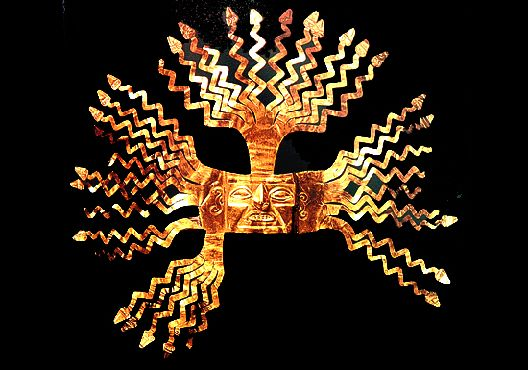
Sol de oro de Estrada

La Casa de la Cultura Ecuatoriana publicó la imagen del Sol de Oro en un boletín de 1953. Poco tiempo después, a mediados de los años cincuenta, el arqueólogo Emilio Estrada adquirió el segundo Sol de Oro en la provincia de Manabí. Este nuevo sol levantó sospechas de falsificación debido a que sur orejas presentan un estilo que no se ha visto en ninguna otra pieza arqueológica de la región y a su cercanía con la fecha de publicación del Sol de Oro de Tolita.
En 1960, el Banco Central del Ecuador compró la colección de Max Konanz y adoptó el Sol de Oro como su logotipo. Para ese entonces, el origen indicado por el señor Vásquez Moreira fue puesto en duda. Mediante análisis tipológicos, se concluyó que el origen de la pieza debía ser la cultura Tolita del norte de la costa ecuatoriana. En 1978, el Banco Central compró, además, el Sol de Estrada.
El cambio de la procedencia de la pieza de Chunucari a la Tolita fue causa de varias discusiones entre los especialistas, por este motivo, el Banco Central realizó estudios químicos en ambos soles los años 2001 y 2002. Estos estudios tenían por objetivo determinar el lugar de procedencia del metal con el que fueron fabricados los objetos. Concluyeron que ambos soles provienen de la costa norte del Ecuador, información que soporta la teoría del origen Tolita.
En 2018 se desató una polémica en redes sociales debido a que se denunció un posible robo del Sol de oro Tolita. Motivo por el cual se realizaron nuevos análisis químicos que confirmaron que la pieza era la original, ya que estos estudios dieron resultados muy parecidos a los realizados entre 2001 y 2002.

## Decoración

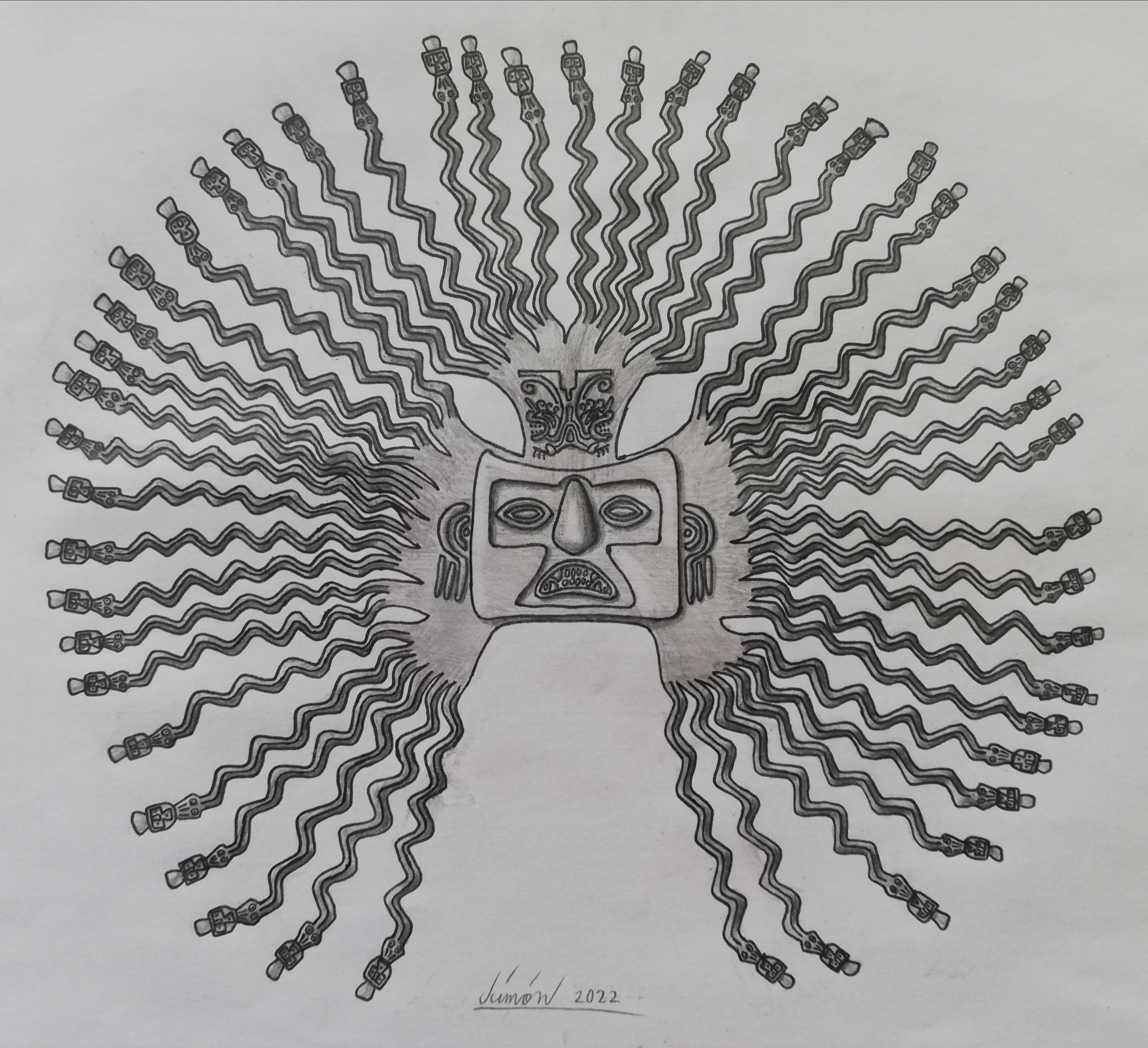
Sol de Oro Tolita como habría sido antes de sufrir daños por acción de los huaqueros.

Ambos soles tienen una cara rectangular de la cual nacen rayos zigzageantes. Los rayos están agrupados en cinco conjuntos. Estos van hacia la izquierda, derecha, arriba, abajo e izquierda, y abajo y derecha. Ninguno va directamente hacia abajo. A lo largo de toda la pieza hay decoraciones en relieve conseguidas mediante la técnica de repujado.

### Rostro

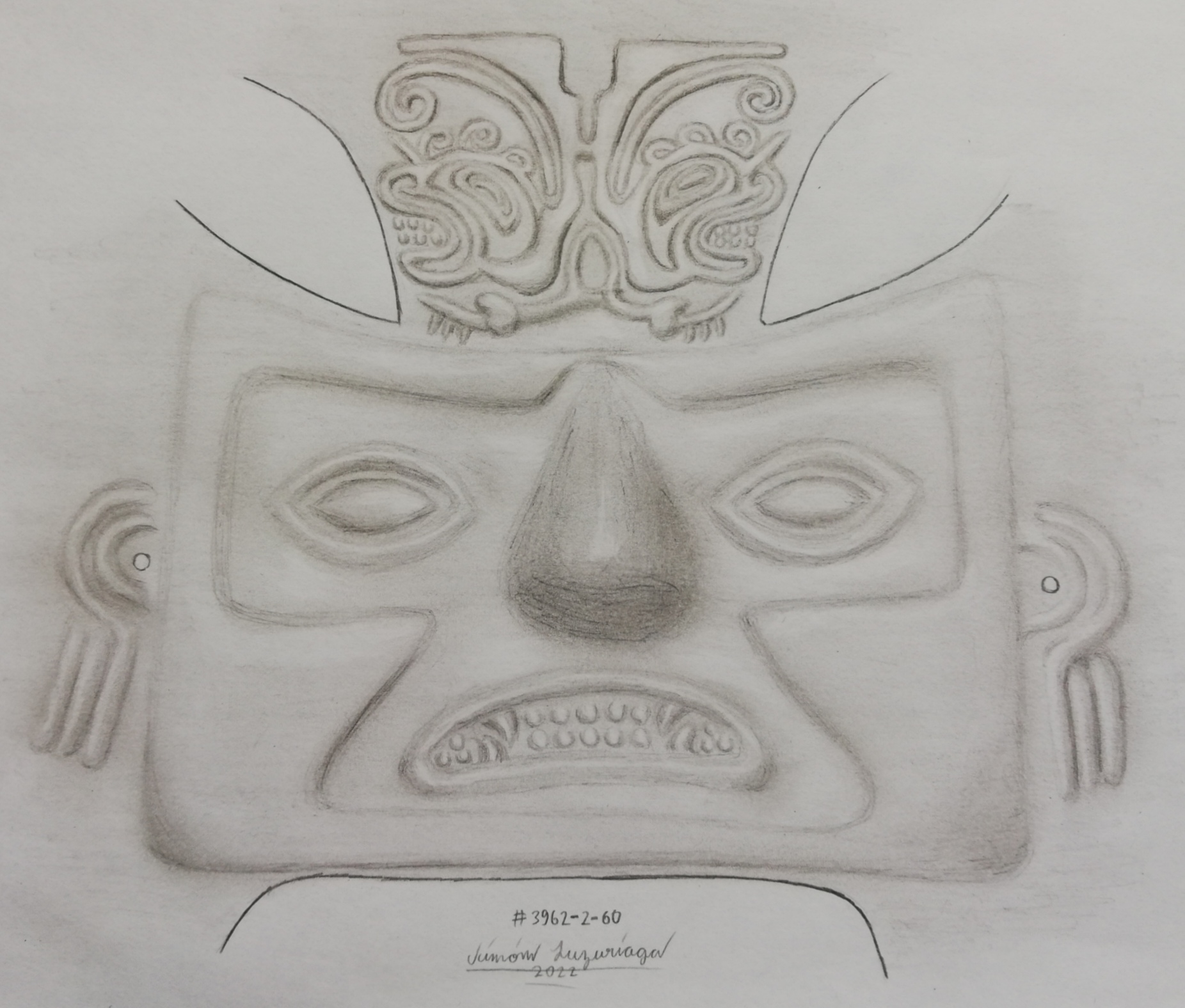
Detalle del Rostro y del Animal cestado del Sol de Konanz.

Ambos soles tienen un rostro rectangular, dentro del cual hay una sección en forma de T donde se encuentran los ojos, la nariz y la boca. 
Tanto los ojos como la nariz tienen una forma similar en ambos soles, pero es en la boca donde hay una pequeña diferencia. Si bien ambos tocados tienen una boca ligeramente doblada hacia abajo, la del Sol de Konanz cuenta con cuatro colmillos que no existen en el Sol de Estrada.

### Orejas
En el Sol de Konanz, las orejas consisten en dos semicírculos concéntricos de los cuales nacen tres líneas que presumiblemente serían aretes. En el centro de los semicírculos hay un agujero que presumiblemente serviría para sujetarlo a su espaldar.
Por otro lado, en el Sol de Estrada las orejas consisten en una doble espiral colocada hacia atrás. Entre ellas y el rostro también hay agujeros. Si bien este tipo de orejas se ha visto en otras culturas andinas, estas suelen estar orientadas en otra dirección. Esta inconsistencia tipológica fue señalada por la arqueóloga Karen Olsen Bruhns para sugerir que posiblemente esta pieza es una falsificación.

### Animal crestado
En la base del conjunto superior de rayos hay un animal crestado de dos cabezas. Este existe exclusivamente en el Sol de Konanz, ya que en el Sol de Estrada esta área sencillamente está vacía. Este animal es muy parecido al Animal de la Luna de la cultura Moche. La arqueóloga Costanza Di Capua señaló la existencia de figuras muy similares en otras piezas de La Tolita para argumentar en favor de que esta cultura dio origen al Sol de Oro.

### Rayos

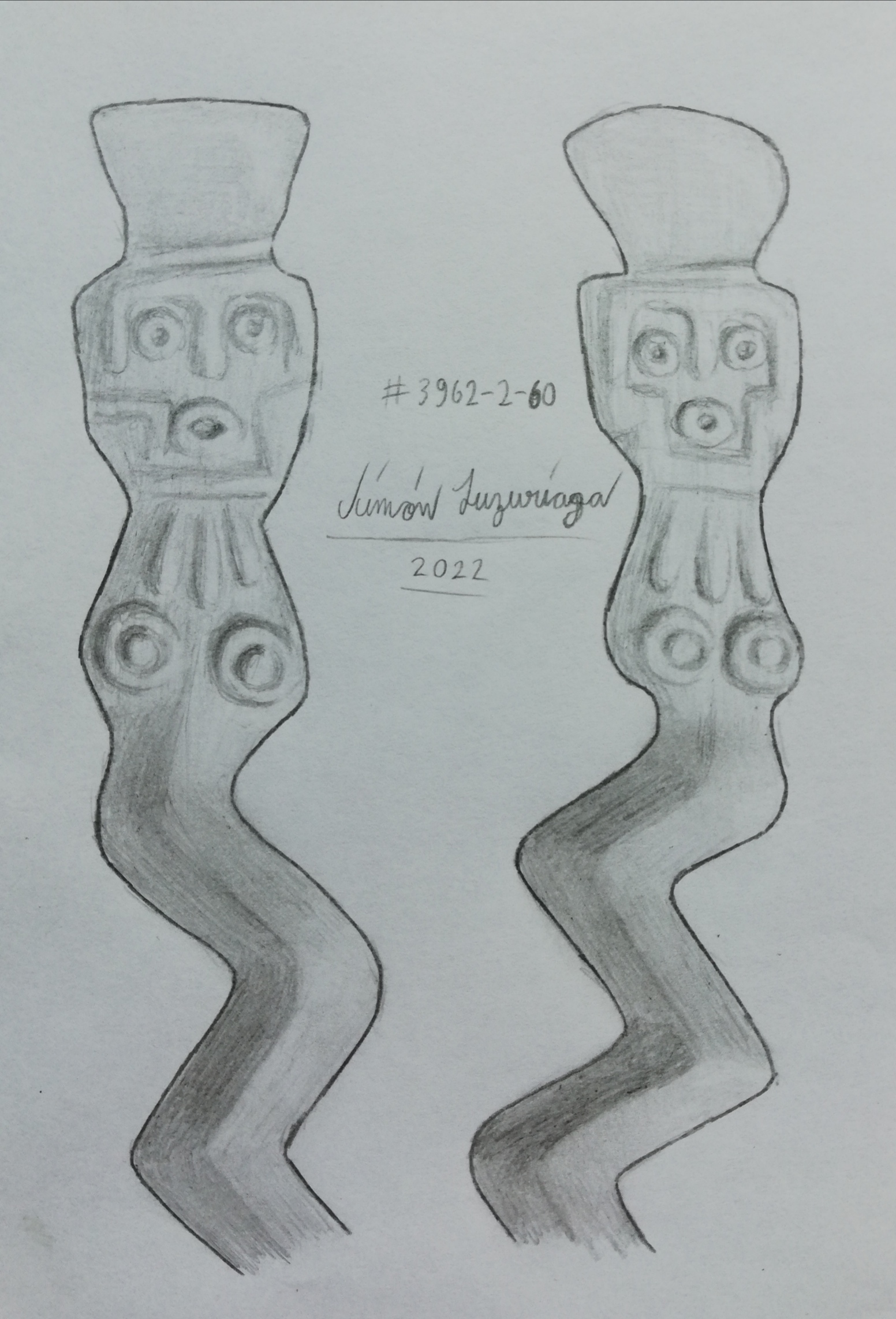
Detalle de dos rayos del Sol de Konanz.

Los rayos de ambos soles nacen en pares. Son un ejemplo de lo que el arqueólogo John H. Rowe denominó "Kennings". Estos son un elemento artístico de la prehistoria suramericana que consiste en convertir los apéndices largos y delgados de cualquier pieza en serpientes.
El Sol de Konanz cuenta con 48 rayos ubicados de manera simétrica. La mayoría de ellos están rotos. Tan solo 12 están completos. Una línea levantada los recorre por el centro. Las cabezas de serpiente de esta pieza sostienen una "Cabeza Trofeo" en sus bocas, que tiene una cara con la misma forma de T que el rostro central. Estas cabezas tienen un tocado alto. En otras piezas de la cultura Tumaco-La Tolita se pueden ver cabezas muy similares.
El Sol de Estrada cuenta con 38 rayos. Los rayos de abajo a la derecha no existen. De haberlos, el Sol de Estrada tendría 44 rayos. A diferencia del Sol de Konanz, los rayos de este no tienen ni la línea levantada al centro ni las Cabezas Trofeo.

## Composición química

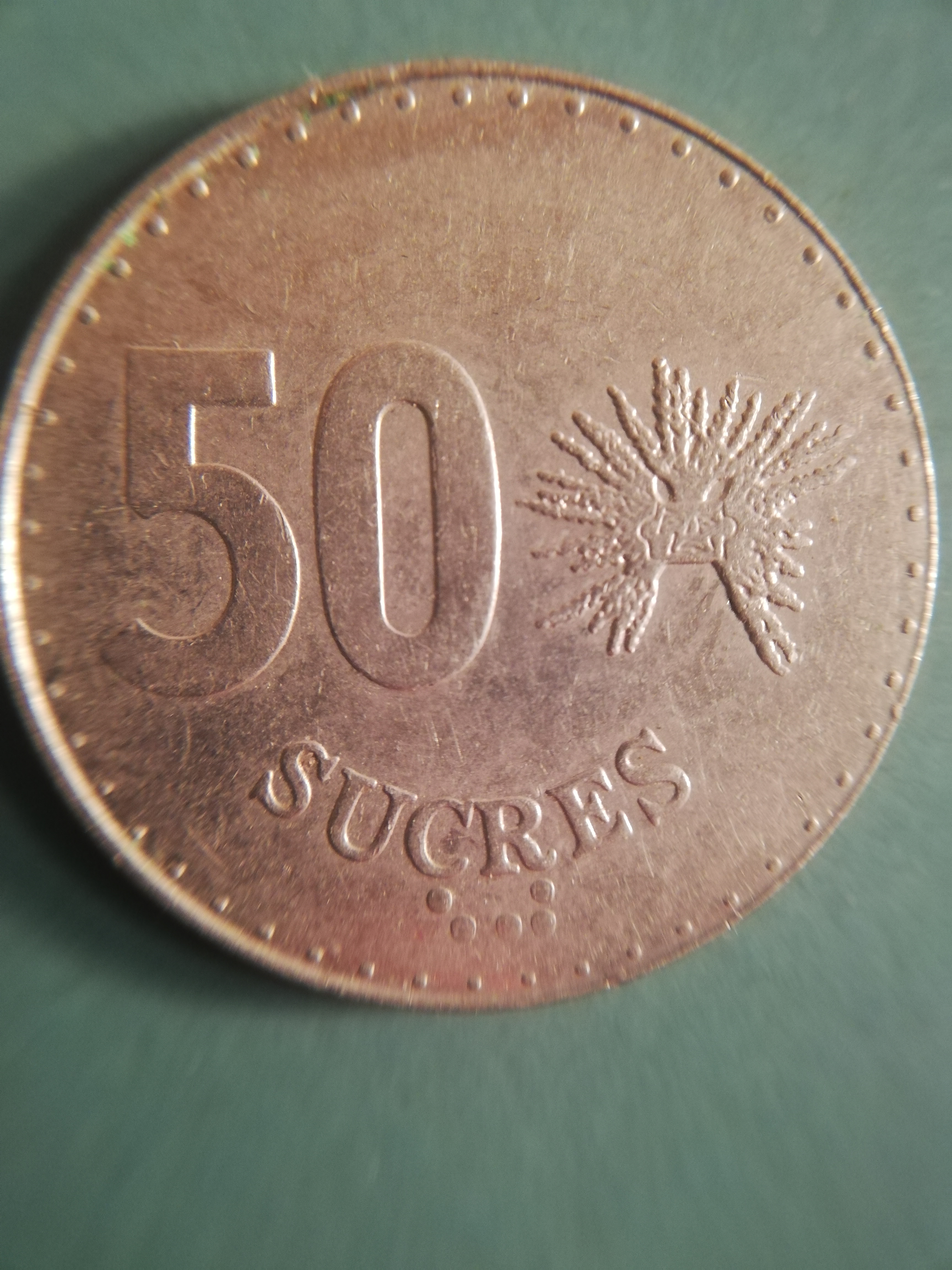
Moneda de 50 Sucres de 1991 muestra una representación del Sol de Oro.

Con el fin de aclarar si el origen de la pieza es el indicado por el señor Ariolfo Vásquez (la provincia de Azuay) o si proviene de la Costa ecuatoriana o colombiana, el Banco Central ordenó que se realizaran análisis físico-químicos entre 2001 y 2002 de los dos soles de oro y de otras piezas de orfebrería precolombina del Ecuador. De los análisis se llegó a la conclusión de que el oro con el que se fabricaron los soles es similar al de otras piezas de la Costa ecuatoriana, sugiriendo que el origen es Tolita. Esto no significa necesariamente que el Sol de Oro no haya sido encontrado en Chunucari, ya que la pieza pudo haber sido transportada hasta el lugar a pesar de haber sido manufacturada por artesanos Tolita.
Además, se comprobó que ambos soles, tanto el de Konanz como el de Estrada, son muy similares químicamente. Esto podría indicar que fueron fabricados en un mismo taller, lo cual contradice la hipótesis de que el Sol de Estrada es una falsificación. Aunque el parecido químico se podría explicar debido a que los joyeros locales suelen utilizar oro de origen arqueológico, por lo que no se puede afirmar que el sol de Estrada sea original.
Un segundo estudio de composición química se realizó en 2018 con el fin de comprobar la autenticidad del Sol de Konanz debido a que circulaban rumores de que había sido robado. Estos estudios lograron demostrar que la pieza es auténtica además de que mostraron que la composición del sol no es homogénea.
| Muestras       | Oro   | Plata | Cobre | Platino   | Paladio  | Arsénico | Titanio | Rutenio  | Estaño  | Antimonio | Telurio | Plomo    |
| -------------- | ----- | ----- | ----- | --------- | -------- | -------- | ------- | -------- | ------- | --------- | ------- | -------- |
| Sol de Konanz  | 79.8% | 9.7%  | 9.5%  | 0.930 ppm | 95.0 ppm | 8.0 ppm  | 1.0 ppm | 45.0 ppm | 4.0 ppm | 2.0 ppm   | 3.0 ppm | 30.0 ppm |
| Sol de Estrada | 81.8% | 11.4% | 5.5%  | 1.170 ppm | 63.0 ppm | 8.0 ppm  | 1.0 ppm | 63.0 ppm | 1.0 ppm | 4.0 ppm   | 2.0 ppm | 3.0 ppm  |

|                     | Oro    | Cobre  | Plata | Platino | Paladio |
| ------------------- | ------ | ------ | ----- | ------- | ------- |
| Porcentaje Promedio | 83.39% | 10.68% | 2.99% | 1.81%   | 0%      |

## Fabricación
El proceso de fabricación del Sol de oro habría requerido calentar el oro a temperaturas de 990 °C en un horno para después ser colocado en un molde. Tras lo cual la pieza habría sido martillada y recalentada continuamente hasta conseguir una fina lámina de oro. La nariz se consiguió mediante la técnica del embutido, mientras que las demás decoraciones del rostro se consiguieron mediante la técnica de repujado. Después de hacer el rostro se habría proseguido a cortar partes de la lámina para formar los rayos, las deformaciones causadas por el proceso de corte habrían sido corregidas con martillos.